# Большое Раменье (Кичменгско-Городецкий район)
Большое Раменье — деревня в Кичменгско-Городецком районе Вологодской области.
Входит в состав Енангского сельского поселения, с точки зрения административно-территориального деления — в Нижнеентальский сельсовет.
Расстояние до районного центра Кичменгского Городка по автодороге составляет 65 км, до центра муниципального образования Нижнего Енангска по прямой — 15 км. Ближайшие населённые пункты — Малое Раменье, Огрызково, Матино, Кекур.
Население по данным переписи 2002 года — 3 человека.